# C.B.K. Beachcroft
Charles Beachcroft Kay, més conegut com a C.B.K. Beachcroft (Rickmansworth, Hertfordshire, 1870 – Melbourne, Austràlia, 1928) va ser un jugador de criquet anglès, que va competir a cavall del segle xix i el segle xx. El 1900 va prendre part en els Jocs Olímpics de París, on guanyà la medalla d'or en la competició de Criquet a XII com a integrant de l'equip britànic. Beachcroft exercí de capità en aquest partit.
A banda del criquet practicà diversos esports, com el rugbi, la natació, el tir i l'hoquei i fou l'encarregat d'introduir el tennis de taula al comtat de Devon, on s'havia traslladat a finals del segle xix. A patir de 1905 passa a dedicar-se al món de les varietats, la cançó i el teatre, formant la seva pròpia companyia i recorrent el país. El 1921 emigrà a Austràlia, on continuà amb la vida d'artista fins a la seva mort.